# Comuna Olteni, Teleorman
Olteni este o comună în județul Teleorman, Muntenia, România, formată din satele Olteni (reședința) și Perii Broșteni.

## Toponimie
Numele de Olteni se datorează familiilor unor panduri ale lui Tudor Vladimirescu care s-au adăpostit aici.

## Așezare
Comuna este situată la intersecția căii ferate București-Roșiori-Craiova cu șoseaua națională Alexandria-Pitești. Prin sat trece râul Teleorman. Satul Perii Broșteni, se află la cățiva kilometri distanță de centrul comunei.

## Istorie
La sfârșitul secolului al XIX-lea, comuna făcea parte din plasa Târgului al județului Teleorman și era alcătuit din satele Dobrogostea și Olteni, cu o populație de 1104 de locuitori. În comună exista o școală mixtă frecventată de 20 de elevi și două biserici. În aceiași plasă mai funcționa și comuna Perii-Râioși, alcătuit din satele Perii-Râioși și Broșteni, cu o populație de 755 de locuitori. În comună exista o școală mixtă frecventată de 20 de elevi și o biserică.
Anuarul Socec din 1925 consemnează comuna în plasa Slăvești a aceluiași județ și cu o populație de 1654 de locuitori.  Comuna Perii-Râioși este consemnată în aceiași plasă și cu o populație de 1148 de locuitori. În anul 1931, comuna Perii-Râioși primește numele de Perii-Broșteni.
În anul 1950, comuna a trecut în administrația raionului Turnu Măgurele al regiunii Teleorman, raion care, doi ani mai târziu, a fost inclus în regiunea București. Între timp, satele Perii și Broșteni au fost comasate formând actualul sat Perii-Broșteni.
În anul 1968, comuna a fost transferată la județul Teleorman, în actuala structură. Tot atunci, comuna Perii-Broșteni a fost desființată, iar satul cu același nume a trecut la comuna Olteni, iar satul Dobrogostea a fost contopit cu satul Olteni.

## Sport
Echipa de oină, înființată cu mulți ani în urmă, a adus multe medalii de aur și argint, multe cupe județene sau naționale și a creat sportivi de performanță, care acum se află la cluburi renumite din țară.

## Instituții
În centrul satului se află o biserică care datează din anul 1881, grădinița, școala generală cu clasele I-VIII, poliția, poșta, primăria, un azil de bătrâni și un sediu CEC. Liceul din sat este unul teoretic și are 9 clase de elevi pentru cei 4 ani de studiu.

## Demografie
Componența etnică a comunei Olteni
     Români (89,25%)
     Alte etnii (10,75%)
Componența confesională a comunei Olteni
     Ortodocși (88,45%)
     Alte religii (0,63%)
     Necunoscută (10,92%)
Conform recensământului efectuat în 2021, populația comunei Olteni se ridică la 3.013 locuitori, în scădere față de recensământul anterior din 2011, când fuseseră înregistrați 3.289 de locuitori. Majoritatea locuitorilor sunt români (89,25%). Din punct de vedere confesional, majoritatea locuitorilor sunt ortodocși (88,45%), iar pentru 10,92% nu se cunoaște apartenența confesională.

## Politică și administrație
Comuna Olteni este administrată de un primar și un consiliu local compus din 11 consilieri. Primarul, Violeta Ionescu[*], de la Forța Dreptei, este în funcție din iunie 2017. Începând cu alegerile locale din 2024, consiliul local are următoarea componență pe partide politice:
|  | Partid                          | Consilieri | Componența Consiliului | Componența Consiliului | Componența Consiliului | Componența Consiliului |
|  | ------------------------------- | ---------- | ---------------------- | ---------------------- | ---------------------- | ---------------------- |
|  | Partidul Social Democrat        | 4          |                        |                        |                        |                        |
|  | Forța Dreptei                   | 4          |                        |                        |                        |                        |
|  | Alianța pentru Unirea Românilor | 3          |                        |                        |                        |                        |